# 津崎矩子

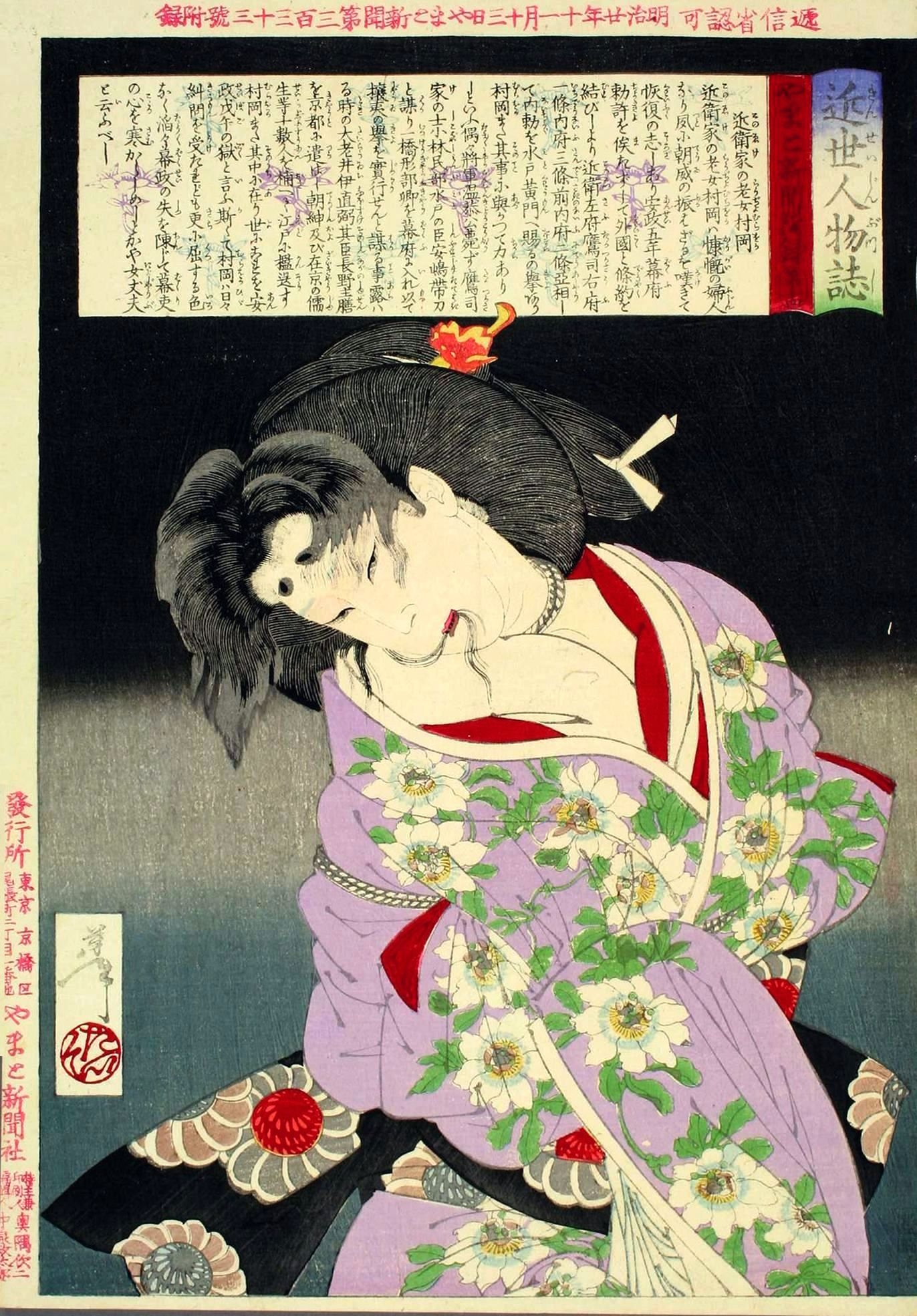
『近世人物誌　近衛家の老女村岡』
（月岡芳年画）

津崎 矩子（つざき のりこ、天明6年（1786年） - 明治6年（1873年）8月23日）は、幕末の近衛家の老女、勤王家。

## 概要
女中名は最初は田鶴、須賀野、後に村岡局(むらおかの-つぼね)と称した。位階は贈従四位。父は大覚寺門跡家臣津崎左京、兄は大覚寺門跡諸大夫の津崎元矩。安政の大獄で斬首に処せられた水戸藩士鵜飼吉左衛門の遠縁に当たる。

## 略歴
寛政10年（1798年）より近衛家に仕えて、中臈を経て老女となり、村岡局を名乗った。近衛忠熙に仕えて信頼を得て、また勤皇活動に熱心で水戸藩家老・安島帯刀や薩摩藩士・西郷隆盛、勤王僧・月照、梅田雲浜などの勤王家と盛んに交流した。島津斉彬の養女・篤姫（後の天璋院）が近衛忠熙の養女として江戸幕府13代将軍徳川家定との婚儀のおり、既に亡くなっていた正室・郁姫に代わり養母役を務めた。
安政5年（1858年）の安政の大獄では、縁戚に当たる鵜飼吉左衛門を通して水戸藩と近衛家のパイプ役となり、戊午の密勅降下に貢献する。そのため、京都町奉行所の厳しい取調べを受けた後、江戸に連行されて松平光則に預けられ、押込30日に処せられた。文久3年（1863年）にも、尊王攘夷運動の活発化に伴い嫌疑を受け、幕府に捕えられている。

### 晩年
維新後は賞典禄20石を賜り、郷里の北嵯峨の直指庵を再興、余生を送った。明治6年（1873年）8月23日に同地で死去、享年88。墓所は直指庵北接の竹林。明治24年（1891年）に従四位を追贈される。

## 著作
- 和歌短冊「うちむかふ…」村岡 (近衛家老女、本名津崎矩子)[9]
- 津崎矩子「津崎矩子短冊」書写者不明、鹿児島大学付属図書館収蔵、NCID BB23286355。

## 関連資料
- ゆかりの直指庵[6]
- 村岡局の銅像[10]

書籍ほか
- 西村天囚『老女村岡』、大阪：図書出版会社、1892年（明治25年)、全国書誌番号:40018990、doi:10.11501/782069、マイクロフィッシュ版。
- 苫田悦雄『野村望東尼と村岡局』、子供の日本社〈女傑伝叢書 ; 6〉、1926年 (大正15年)、doi:10.11501/1717678。
- 「村岡局、村岡局邸、村岡局筆蹟、野村望東尼。望東尼筆蹟、木戶松子(藝妓幾松)。」『幕末・明治・大正回顧八十年史』第4輯、東洋文化協会 (編)、東洋文化協会、1935年 (昭和10年)、全国書誌番号:53010327。 - 国立国会図書館デジタルコレクション収載。(0031.jp2)
- 福井久蔵「十八、村岡局」『幕末の歌人』、 研究社、1945年、295頁、doi:10.11501/1127653。 - 国立国会図書館デジタルコレクション収載 (0156.jp2)。
- 小野恵美子「老女村岡局」『宇多野小史』、
- 京都：小野恵美子、1979年。 - 国立国会図書館デジタルコレクション収載(0051.jp2)。
- 小松あさの『女たちの明治維新』、文園社、1986年、ISBN 4893360299。
- 百瀬明治「事件の陰の女たち 村岡局 〔尊攘運動〕 朝威回復を図る女活動家」『歴史読本』第35巻第5号(通巻520号)、114-119頁、1990年3月。 - 国立国会図書館デジタルコレクションに収載(0059.jp2)。

## 登場作品
テレビドラマ
- 『篤姫』（2008年、NHK大河ドラマ、演：星由里子）